# Московское кольцо (финансы)
Московское кольцо, Московское банковское кольцо, БОМП, впоследствии также Московское пенсионно-банковское кольцо — неформальный термин, подразумевавший группу российских банков: Бинбанк, Открытие, МКБ и Промсвязьбанк. Впервые выражение возникло в августе 2017 года после письма сотрудника УК «Альфа-Капитал» Сергея Гаврилова о проблемах в группе банков, перекрестно вкладывавшихся в финансовые обязательства и акции друг друга и активно кредитовавших бизнес своих владельцев.

## История

### Письмо Сергея Гаврилова
В последнее время на рынке ценных бумаг, в связи с низким сезоном, не так много новостей, но мы продолжаем получать все больше публичной и непубличной информации о проблемах внутри целой группы банков – «ФК Открытие», «Бина», Московского кредитного банка (МКБ) и Промсвязьбанка. Есть большая вероятность, что ситуация вокруг них может быть окончательно решена уже этой осенью, а не после выборов президента России в 2018 г., как думают многие.»— Отрывок из письма Сергея Гаврилова, 
10 августа 2017 года управляющая компания «Альфа-Капитал» разослала своим действующим клиентам аналитическое письмо директора по работе с состоятельными клиентами Сергея Гаврилова. В нём сообщалось о проблемах во входящих в топ-15 банках ФК Открытие, Бинбанк, МКБ и Промсвязьбанк, из-за чего их выпуски субординированных облигаций «в случае санации [банка-эмитента] скорее всего будут списаны полностью». В документе также сообщалось о закрытии управляющей компанией лимита на корпоративные облигации четырёх упомянутых банков и советовалось «дистанцироваться от риска, переведя активы к более надежным участникам банковской системы России».
К моменту публикации письма в некоторых из вышеупомянутых банков сменилось руководство, а кредитные рейтинги были понижены со стороны рейтинговых агентств. Публично о письме стало известно 16 августа из публикации газеты «Ведомости», вызвавшей ажиотаж и находившейся несколько часов на высших позициях в поисковой системе Яндекс.
16 августа 2017 года Альфа-Капитал опубликовал на своём сайте сообщение, что информация в письме является личной точкой зрения сотрудника компании, а сама она «не обладает какой-либо непубличной негативной информацией в отношении вышеуказанной группы банков». Руководство Альфа-Капитал обещала провести проверку Сергея Гаврилова на предмет соответствия внутренним процедурам, стандартам и профессиональной компетентности. Самого аналитика пригласили на беседу в Банк России для выяснения обстоятельств и оценки на риск манипулирования стоимостью ценных бумаг.
В дальнейшем Альфа-Капитал получил предупреждение Федеральной антимонопольной службы с требованием прекратить дальнейшую рассылку подобных писем и опровергнуть их содержимое. Кроме того Пётр Авен, совладелец Альфа-банка, входящего как и «Альфа-Капитал» в состав консорциума «Альфа-Групп», лично звонил главам четырёх банков с извинениями. Сергей Гаврилов продолжил работу в Альфа-Капитал.

### Взаимосвязь банков
Акционерные доли и совместные инвестиции находились в перекрестном владении банков:
- Промсвязьбанк: 10 % акций принадлежало МКБ (также 8,6 % банка «Возрождение», принадлежащего Дмитрию и Алексею Ананьевым), 10 % — принадлежащим семье владельца Бинбанка Михаила Гуцериева НПФ «Сафмар» и «Доверие», 10 % — НПФ «Будущее» акционера ФК «Открытие» Бориса Минца;
- МКБ: 3,6 % акций принадлежало НПФ «Будущее», 3,9 % — доверительному управляющему НПФ Росгосстраха «Управление сбережениями», группу компаний приобрело ФК Открытие;
- ПИК: акционерами являлись МКБ (17,8 %), Промсвязьбанк (8,4 %) и «ФК Открытие» (19,7 %);
- Девелоперская группа «ОПИН»: контролирующий акционер МКБ концерн «Россиум» (53,7 %), Промсвязьбанк (19,7 %) и Бинбанк (19,7 %)
- Межбанковский рынок: находились связи между МКБ и Открытием.

### Дальнейшая судьба банков
29 августа 2017 года Банк России объявил о санации банка «ФК Открытие» по схеме: инвестором станет созданный Банком России Фонд консолидации банковского сектора. Владельцы банка сами обратились за помощью в Банк России, причинами для оказания которой стали бизнес-стратегия банка, санация НБ «Траст» и покупка «Росгосстраха». Первый заместитель Председателя Банка России Дмитрий Тулин заявлял, что регулятор знал о проблемах в банке ещё до осени 2016 года, по его словам в официальной отчетности размер капитала банка по всей видимости, был существенно завышен по сравнению с его реальными значениями. Банк, получая финансовую поддержку регулятора, продолжит работу, мораторий на удовлетворение требований кредиторов не вводится, механизм bail-in не применяется.
20 сентября 2017 года руководство Бинбанка обратилось к Банку России с просьбой о санации через Фонд консолидации банковского сектора. Финансовое оздоровления группы изначально оценивалось Банком России в 250—350 млрд руб, в октябре 2017 года сумма выросла до 350—370 млрд.
В октябре 2017 года дочерние компании Роснефти «РН-Няганьнефтегаз» и «Самотлорнефтегаз» разместили в МКБ субординированные депозиты по 11 млрд руб. каждая со ставкой 8,75 % годовых — до сентября 2066 года. Чуть позже банк в ходе SPO привлек 14,4 млрд руб., из которых 6,75 были внесены основным владельцем банка Романом Авдеевым.
15 декабря 2017 года Банк России ввёл временную администрацию в Промсвязьбанк, хотя владельцы банка не просили регулятора о помощи.
Ко времени введения временной администрации совместные активы «Открытия», Бинбанка и Промсвязьбанка составляли 4,8 трлн рублей, по этому показателю на 1 ноября 2017 года условная «группа Банка России» уступала только Сбербанку, ВТБ и Газпромбанку.

## Официальное признание
В 2018 году в интервью изданию «Ведомости» глава Банка России Эльвира Набиуллина подтвердила существование схемы, созданной, чтобы «обходить наше [Банка России] регулирование, камуфлировать риски». Также было признано, что в схеме участвовали несколько пенсионных фондов и «некоторые другие финансовые институты».